# Bullet in a Bible
Bullet in a Bible er Green Days andet livealbum. Den blev udgivet i november 2005, og indeholder både en dvd og en cd fra Green Day's American Idiot World Tour. Den var blevet optaget og redigeret af Samuel Bayer, der desuden har lavet alle musikvideoer fra American Idiot-albummet. Optagelserne er fra Milton Keynes National Bowl, hvor de gav to koncerter den 18. og 19. juni i 2005 for to gange 65.000 mennesker, der er de to største koncerter de nogensinde har lavet.[kilde mangler]
Navnet 'Bullet in a Bible' kommer fra Imperial War Museum i London, hvor bandmedlemmerne brugte dagen mellem deres to koncerter. På museet er der desuden udstillet en beskudt bibel.[kilde mangler]

## Numre
Al lyrik skrevet af Billie Joe Armstrong, al musik komponeret af Green Day, med undtagelse ved noteret.
| Nr.           | Titel                                                                                 | Længde |
| ------------- | ------------------------------------------------------------------------------------- | ------ |
| 1.            | "American Idiot"                                                                      | 4:32   |
| 2.            | "Jesus of Suburbia"                                                                   | 9:23   |
| 3.            | "Holiday"                                                                             | 4:12   |
| 4.            | "Are We the Waiting"                                                                  | 2:49   |
| 5.            | "St. Jimmy"                                                                           | 2:55   |
| 6.            | "Longview"                                                                            | 4:44   |
| 7.            | "Hitchin' a Ride"                                                                     | 4:03   |
| 8.            | "Brain Stew"                                                                          | 3:02   |
| 9.            | "Basket Case"                                                                         | 2:58   |
| 10.           | "King for a Day/Shout" ("Shout" oprindeligt skrevet og spillet af The Isley Brothers) | 8:47   |
| 11.           | "Wake Me Up When September Ends"                                                      | 5:03   |
| 12.           | "Minority"                                                                            | 4:19   |
| 13.           | "Boulevard of Broken Dreams"                                                          | 4:44   |
| 14.           | "Good Riddance (Time of Your Life)"                                                   | 3:26   |
| Total længde: | Total længde:                                                                         | 64:57  |